# Hans Peter Roth
Hans Peter Roth (* 1967) ist ein Schweizer Autor, Journalist, Tierschützer und Umweltaktivist.

## Leben
Hans Peter Roth studierte an der Universität Bern Geografie und Medienwissenschaften. Seit 1996 arbeitet er als freier Journalist. Als Buchautor beschäftigte er sich 2000 in Das Geheimnis der Kornkreise mit Kornkreisen und 2006 in Orte des Grauens in der Schweiz mit Spukphänomenen. Roth schrieb als Co-Autor, zusammen mit dem Tierschutzaktivisten Richard O’Barry, das Buch zum oscarprämierten Dokumentarfilm Die Bucht.
Er engagiert sich unter anderem gegen die Wal- und Delfinjagd in Japan und auf den Färöern.

## Filme
Hans Peter Roth ist im Kinodokumentarfilm Fenster zum Jenseits aus dem Jahr 2012 zu sehen.

## Filmische Dokumentationen
- 2008: Die Geisterjäger (SRF Reporter)[5]
- 2012: Flipper's Erben (planet e.)[6]

## Schriften
- mit  Werner Anderhub: Das Geheimnis der Kornkreise. AT Verlag, Aarau 2000, ISBN 978-3-85502-694-4.
- mit Niklaus Maurer: Orte des Grauens in der Schweiz. Von Spukhäusern, Geisterplätzen und unheimlichen Begebenheiten. AT Verlag, Baden etc. 2006, ISBN 978-3-03800-253-6.
- Die Bucht. Flippers grausames Erbe. Delius Klasing, Bielefeld 2010, ISBN 978-3-7688-3128-4.